# Luminița Dinu-Huțupan
Luminița Dinu-Huțupan (născută Huțupan; n. 6 noiembrie 1971, Piatra-Neamț, Neamț, România) este o fostă jucătoare de handbal din România, descoperită și formată la Ș.S.E. Piatra Neamt de fostul antrenor emerit Ovidiu Toc. În prezent este antrenor de portari la Centrul Național Olimpic de Excelență (CNOE) din Râmnicu-Vâlcea. A fost antrenor de portari la echipa națională de handbal feminin a României, alături de care a câștigat medalia de bronz la Campionatul European din 2010. 
Luminița Dinu-Huțupan este considerată cel mai bun portar din toate timpurile al României. Pe 15 ianuarie 2012 a intrat în poarta Oltchimului din postura de rezervă, într-un meci cu HCM Baia Mare. Pe 4 februarie 2012 a revenit într-un meci din Liga Campionilor EHF cu Krim Ljubljana.
După 4 luni de la revenirea în poartă, Luminița Dinu-Huțupan s-a retras definitiv din handbal.

## Palmares[4]

### Club
- De 3 ori câștigătoare a Ligii Campionilor EHF Feminin
- De 2 ori câștigătoare a SuperCupei Europei
- De 10 ori câștigătoare a Ligii Naționale din România și a Campionatului Național Sloven
- De 9 ori câștigătoare a Cupei României și a Cupei Sloveniei
- Câștigătoare a Supercupei României 2007 - prima ediție
- Câștigătoare a Cupei Cupelor 2007
- Câștigătoare a Trofeului Campionilor 2007 - prima ediție
- Semifinalistă a Ligii Campionilor EHF 2009, 2012

### Echipa națională
- Locul al doilea Campionatul Mondial de Handbal Feminin din 2005

### Individual
- Cel mai bun portar la Campionatul European de Handbal Feminin din 2000
- Cel mai bun portar la Campionatul Mondial de Handbal Feminin din 2005
- Cel mai bun portar din toate timpurile - votată cu 93,77% pe pagina oficială IHF[5]
- În noiembrie 2010, Consiliul Local al municipiului Râmnicu Vâlcea i-a conferit în unanimitate titlul de Cetățean de onoare al orașului.[6]